# 西早稻田站
西早稻田站（日语：／ Nishi-waseda eki */?）是位於日本東京都新宿區戶山三丁目，屬於東京地下鐵副都心線的鐵路車站。車站編號是F 11。

## 歷史
- 2008年（平成20年）6月14日：本站開業。

## 車站構造
本站位於與諏訪通交界的明治通地下。月台採用島式月台1面2線設計。大廳與月台兩側部分地區採用明挖工法，中央區域採用潛盾工法。為了避開東西線與神田川，站體與隧道較深，月台距離地表約30公尺。
剪票口分別位於月台兩端，各有兩出口通往明治通兩側。其中一個出入口位於早稻田大學西早稻田校區（理工學術院、各理工學部等）校地內。
本站以北約350米是東西線的軌道，而且由於接近高田馬場站，故曾有計畫建設換乘通道。但由於需要避開維生管線和神田川，最終擱置換乘通道的計畫。
開業當時兩月台皆設有月台門，但僅澀谷方向月台設有可動式踏板。

### 月台配置
| 月台 | 路線     | 目的地                                  | 備註                                                                                                   |
| ---- | -------- | --------------------------------------- | --- |
| 1    | 副都心線 | 新宿三丁目、澀谷、橫濱、元町·中華街方向 | 澀谷站直通 東急東橫線，橫濱站直通 港未來線                                                             |
| 2    | 副都心線 | 池袋、和光市、森林公園、飯能方向        | 和光市站直通 東武東上線（直通至森林公園站）或 小竹向原站直通 西武池袋線（經 西武有樂町線直通至飯能站） |

（來源：東京地下鐵:構內圖 （页面存档备份，存于））

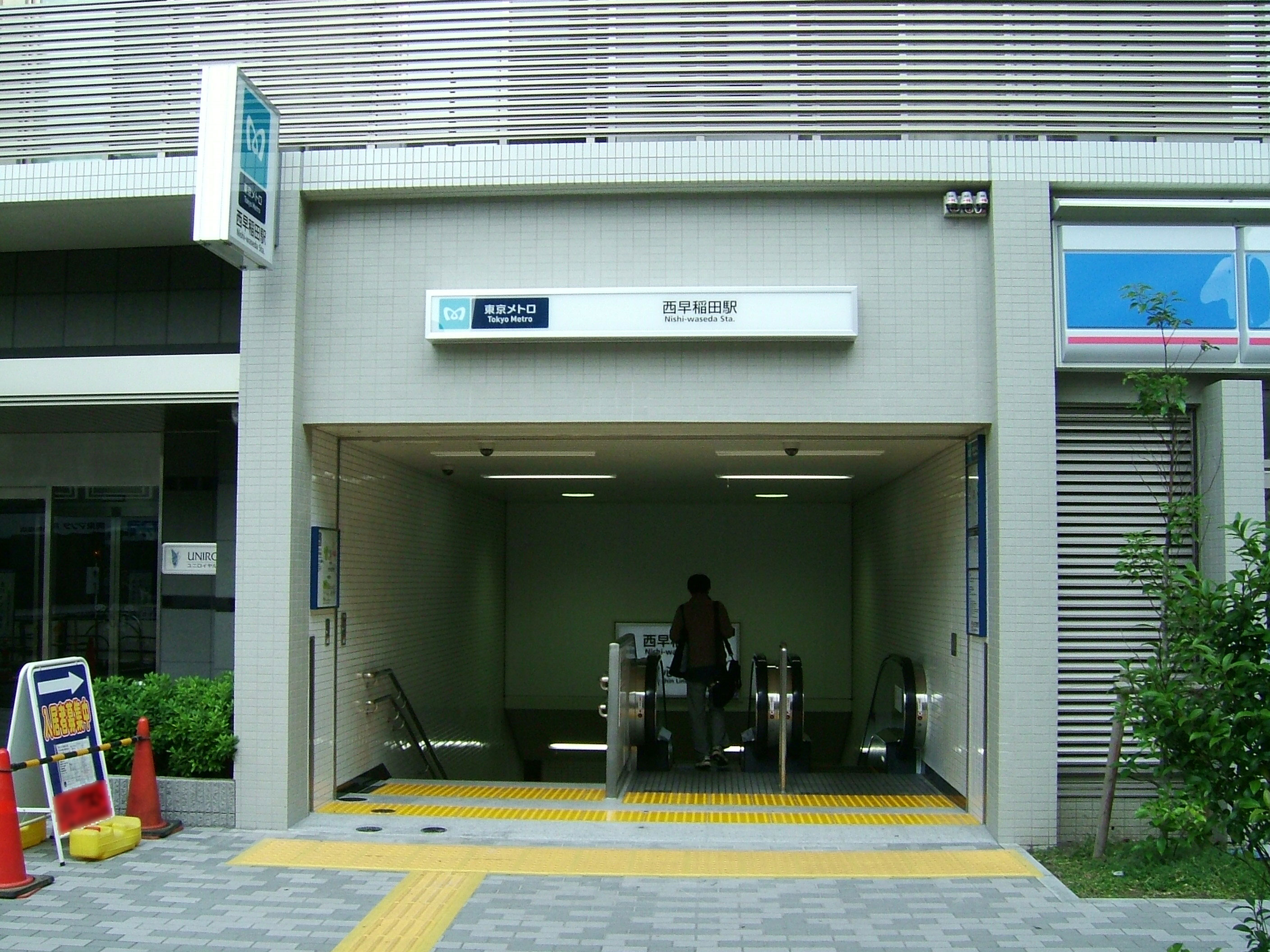
1號出口
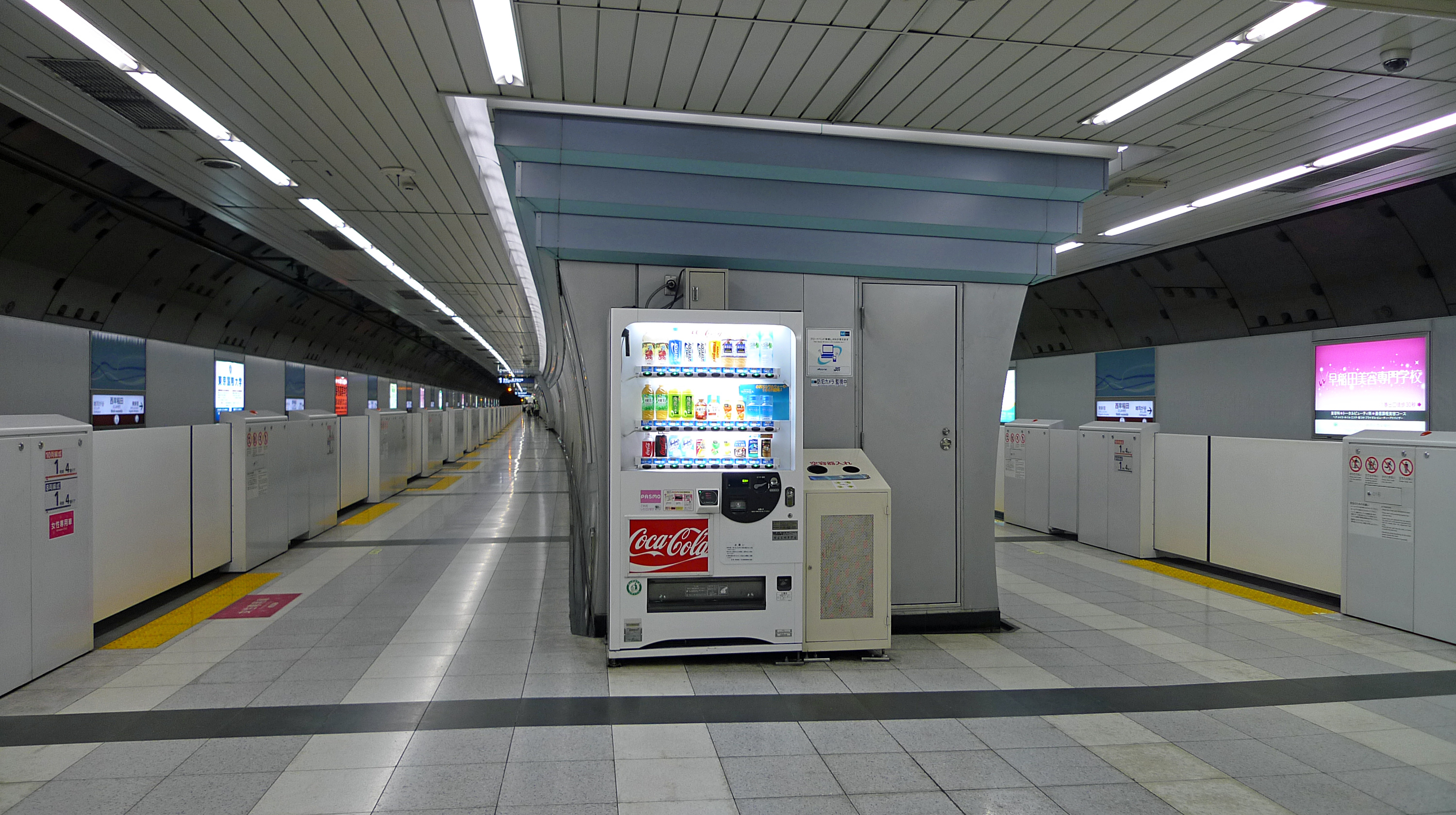
月台（和光市方向）
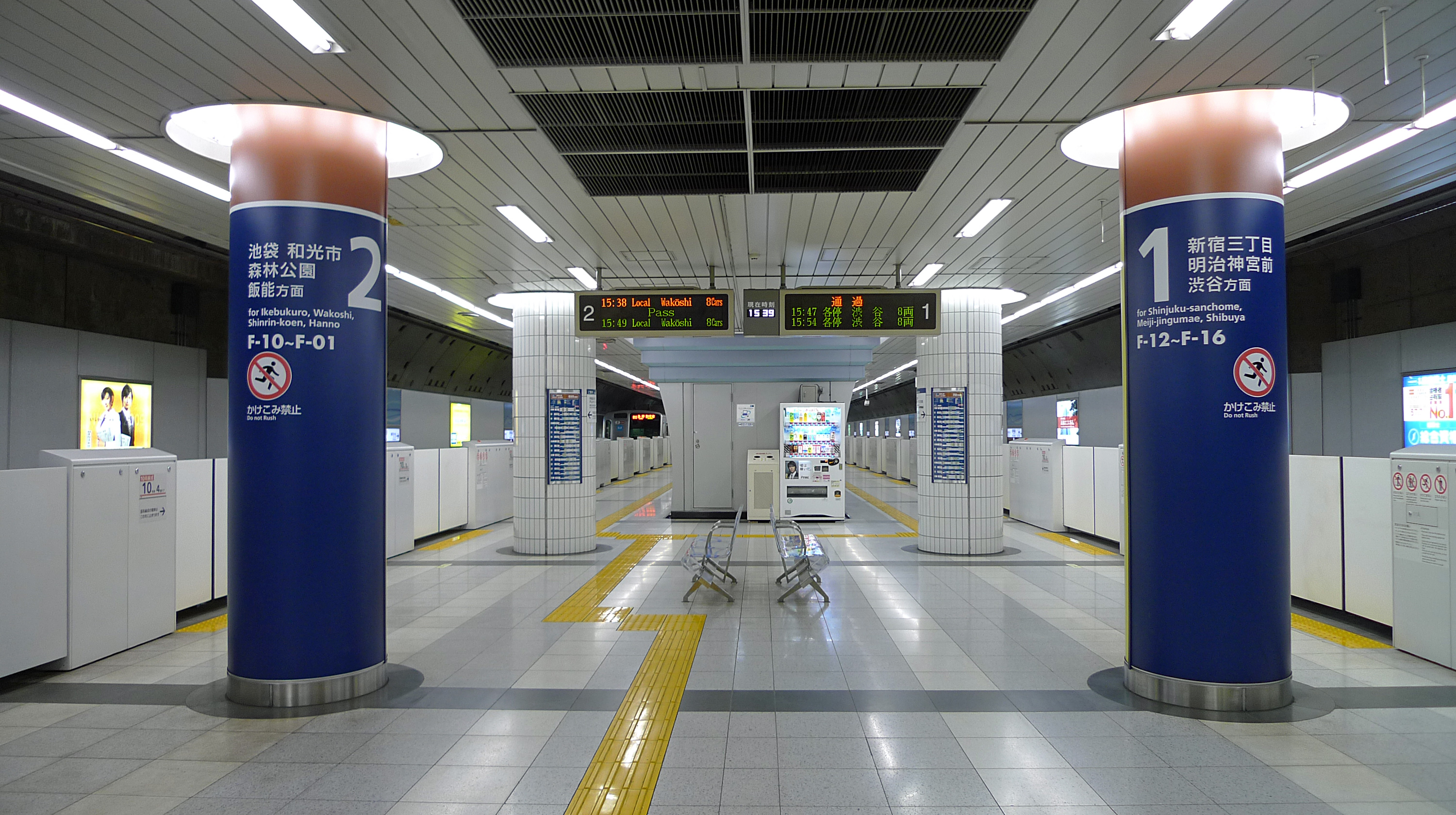
月台（澀谷方向）

## 利用狀況
2017年度1日平均上下車人次為38,739人，在東京地下鐵全部130個車站當中排名第98位。
- 開業前預估人數為約16,000人，午間、假日人潮不多，但周邊學校眾多，平日通勤時段可見較多學生出入。

開業以來的1日平均上下車、上車人次變化如下表。
| 年度               | 1日平均 上下車人次 | 1日平均 上車人次 | 來源    |
| ------------------ | ------------------ | ---------------- | ------- |
| 2008年（平成20年） | 19,180             | 9,759            | [ * 1 ] |
| 2009年（平成21年） | 23,202             | 11,644           | [ * 2 ] |
| 2010年（平成22年） | 25,678             | 12,810           | [ * 3 ] |
| 2011年（平成23年） | 26,535             | 13,312           | [ * 4 ] |
| 2012年（平成24年） | 28,326             | 14,109           | [ * 5 ] |
| 2013年（平成25年） | 32,380             | 16,198           | [ * 6 ] |
| 2014年（平成26年） | 33,732             | 16,905           | [ * 7 ] |
| 2015年（平成27年） | 35,387             | 17,738           | [ * 8 ] |
| 2016年（平成28年） | 37,189             | 18,638           | [ * 9 ] |
| 2017年（平成29年） | 38,739             |                  |         |

## 車站周邊
二戰前本站附近一帶是陸軍的訓練場。該處在戰後被改建成為戶山公園，而周邊地區則建立了不少住宅、學校及公共設施。現時，本站附近地區主要是閑靜的住宅區和學校區。
西早稻田一帶是知名的學生街，但本站不在其範圍內。車站僅東北部一部分屬於西早稻田，大部分屬於戶山或大久保（部分屬高田馬場）。
高田馬場站（東西線、山手線、西武新宿線）步行至本站約需10分鐘左右，但彼此未設定連絡運輸。
- 早稻田大學西早稻田校區（前稱大久保校區，是早稻田大學理工科學院所在地）
  - 為避免學生混淆，文學院所在的西早稻田校區（原稱）在本站開業前的2008年4月1日更名為早稻田校區。而理工科學院所在的大久保校區（原稱）則於2009年4月1日更名為西早稻田校區。
- 學習院女子大學（日语：学習院女子大学）－學習院女子高等科、中等科（日语：学習院女子中・高等科）
- 東京都立戶山高等學校（日语：東京都立戸山高等学校）
- 海城中學校、高等學校（日语：海城中学校・高等学校）
- 保善高等學校（日语：保善高等学校）
- 新宿區立西早稻田中學校（日语：新宿区立西早稲田中学校）
- 早稻田美容専門學校（日语：早稲田美容専門学校）
- 東京製菓學校
- 日本美容專門學校（日语：日本美容専門学校）
- 戶山公園（日语：戸山公園）
  - 新宿區立新宿運動中心
- 新宿Cosmic Center
- 新宿區立中央圖書館
- 新宿區立大久保運動廣場
- 新宿區立元氣館
- 東京都福祉保健局（日语：東京都福祉保健局）東京都心殘障人士福利中心、東京都兒童諮詢中心
- 東京海倫·凱勒協會－點字圖書館
- 東京地球座（日语：東京グローブ座）
- 新宿北郵便局（日语：新宿北郵便局）
- 早稲田通郵便局
- 諏訪神社（日语：諏訪神社 (新宿区)）
- 日本盲人聯合會（日语：日本盲人会連合）日本盲人福利中心

### 巴士路線
最接近本站的巴士站是「學習院女子大學前」、「都立殘障人士中心」停留所。途經該站的巴士路線均由東京都交通局營運。
- 池86系統：往澀谷站東口／往池袋站東口
- 早77系統：往新宿站西口／往早稻田
- 高71系統：往高田馬場站／往九段下

## 相鄰車站
東京地下鐵
 副都心線

■急行、■通勤急行
通過
■各站停車
雜司谷（F 10）－西早稻田（F 11）－東新宿（F 12）

## 外部連結
- 西早稻田/F11 | 路線・車站資訊 | 東京地下鐵